# Micropsectra borealis
Micropsectra borealis е насекомо от разред Двукрили (Diptera), семейство Хирономидни (Chironomidae). Съществува ендемично в Северозападни територии, Канада.